# Freitagsmoschee

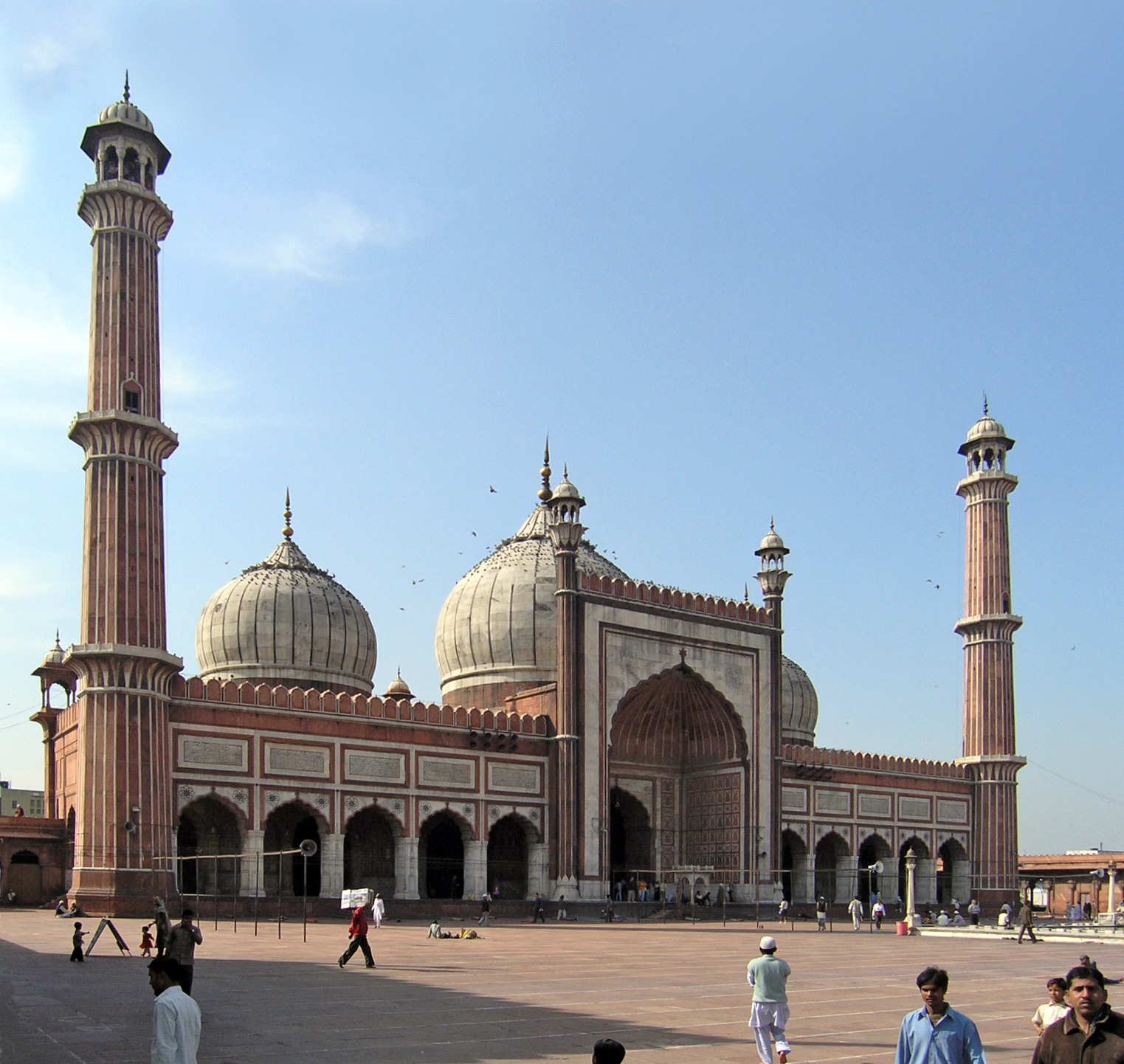
Jama Masjid in Delhi, Indien

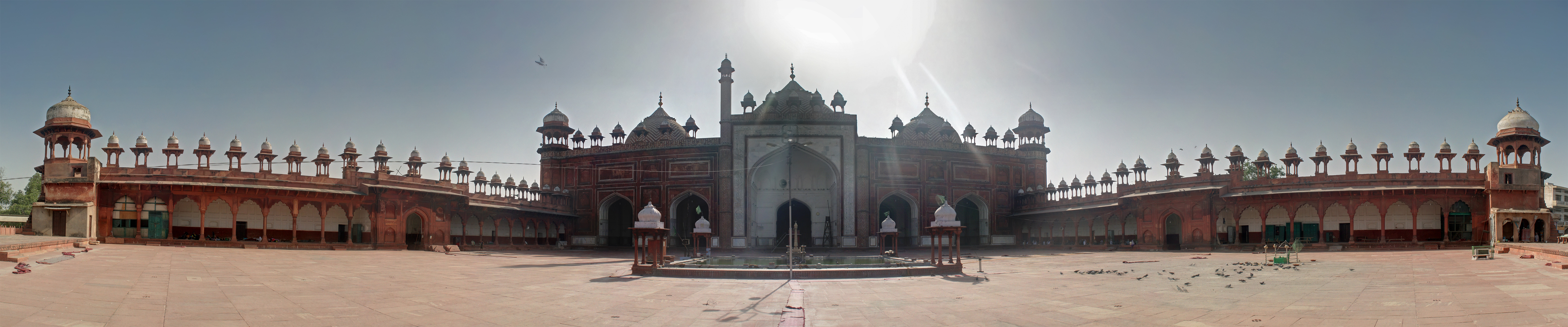
Jama Masjid in Agra, Indien

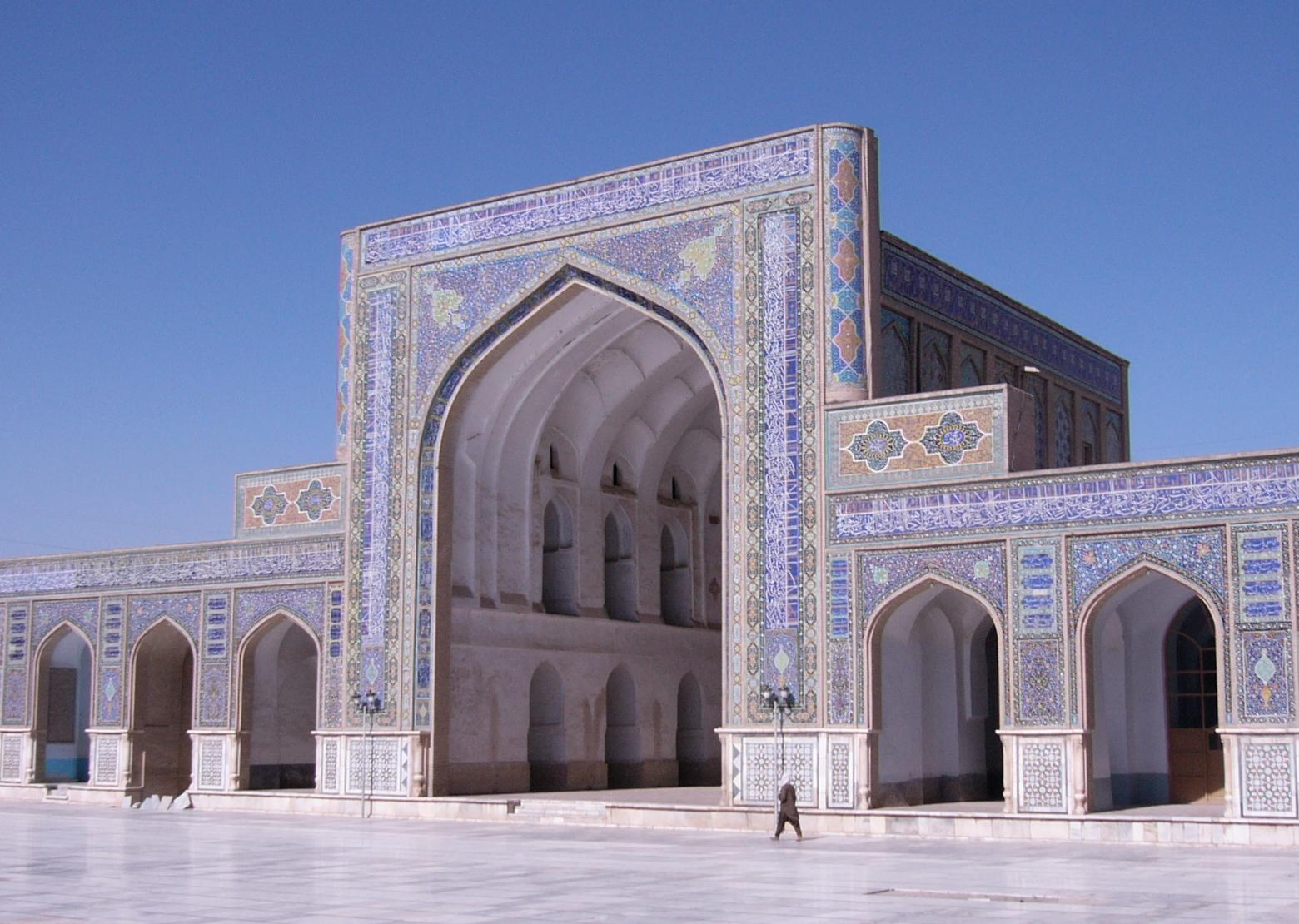
Freitagsmoschee in Herat, Afghanistan

Eine Freitagsmoschee (arabisch مسجد جامع masdschid dschāmiʿ, DMG masǧid ǧāmiʿ, „umfassende Moschee“) ist die Hauptmoschee eines Landes, einer Stadt oder eines Stadtteils, in der Muslime das Freitagsgebet gemeinschaftlich verrichten und ein Prediger (Chatīb) vor dem eigentlichen Gebet (Salat) eine Freitagspredigt (chutba) hält. Zu diesem Zweck verfügt dieser Moscheetyp meist über eine Kanzel (minbar). Da die Predigt (chuṭba) das Entscheidende des Freitagsgottesdienstes ist, findet man – wenn auch selten – für die Freitagsmoschee auch die Bezeichnungen Masdschid al-Chuṭba und Dschāmiʿ al-Chuṭba.

## Etymologie
Eines der frühesten arabischen Werke, in dem sich der Ausdruck masdschid dschāmiʿ findet, ist das „Buch über die Eroberung und die Nachrichten Ägyptens“ von Ibn ʿAbd al-Ḥakam († 871). Hier wird die von ʿAmr ibn al-ʿĀs in Fustāt errichtete Moschee als masdschid dschāmiʿ bezeichnet. Sie war in den ersten Jahrhunderten des Islams die Hauptmoschee von Ägypten. Eine ähnlich große Bedeutung für den nordindischen Raum hatte die Dschāma Masdschid (englisch: Jama Masjid) in Delhi.
Neben dem zusammengesetzten Ausdruck masdschid dschāmiʿ wird ab dem 11. Jahrhundert der Ausdruck dschāmiʿ (جامع / ǧāmiʿ) auch isoliert verwendet. So erörtert der Gelehrte al-Māwardī († 1058) in seiner staatsrechtlichen Abhandlung al-Aḥkām as-sulṭānīya die Lehrsitzungen der ʿUlamā' und Fuqahāʾ in den Moscheen und verwendet dabei die arabischen Begriffe masdschid und dschāmiʿ getrennt nebeneinander für zwei verschiedene Arten von Moscheen. Pluralform von dschāmiʿ ist dschawāmiʿ (جوامع / ǧawāmiʿ). Al-Māwardīs Zeitgenosse, der Hanbalit Abū Yaʿlā (gest. 1066), erklärt, dass die Imame der großen dschawāmiʿ nur vom Kalifen eingesetzt werden dürfen, während in den einfachen masdschids der verschiedenen Stadtviertel die betreffende Bevölkerung die Imame einsetzen darf.

## Lage
Freitagsmoscheen gab es ursprünglich nur in größeren Orten. Später konnte in Städten jedes Stadtviertel eine eigene Freitagsmoschee haben, wobei eine Mindestanzahl von 40 Gottesdienstbesuchern garantiert sein musste. In der Türkei und in Deutschland wird heute nahezu in allen Moscheen eine Freitagspredigt gehalten. Hieraus erklärt sich auch, dass für diese Moscheen auf Türkisch der Begriff cami verwendet wird, der dem arabischen Wort dschāmiʿ entspricht. Kleinere Moscheen, beispielsweise Beträume in Karawansereien, Tankstellen, Flughäfen, die über keinen Minbar verfügen, werden in der Türkei als Mescit bezeichnet.
Auf dem indischen Subkontinent sind je nach Region und Sprache für die Freitagsmoschee die Begriffe Jama, Jami oder Juma Masjid gebräuchlich. Ein Beispiel für Letzteres ist die Cheraman Juma Masjid in Kodungallur.